# Nepalesische Badmintonmeisterschaft 2013
Die Nepalesische Badmintonmeisterschaft 2013 fand Anfang April 2013 in Kathmandu statt. Es war die 36. Auflage der nationalen Titelkämpfe von Nepal im Badminton.	

## Titelträger
| Disziplin    | Sieger                           |
| ------------ | -------------------------------- |
| Herreneinzel | Ratnajit Tamang                  |
| Dameneinzel  | Sara Devi Tamang                 |
| Damendoppel  | Pooja Shrestha Sabina Panthi     |
| Mixed        | Ratnajit Tamang Sara Devi Tamang |

## Finalergebnisse
| Disziplin    | Sieger                           | Finalist                        | Ergebnis            |
| ------------ | -------------------------------- | ------------------------------- | ------------------- |
| Herreneinzel | Ratnajit Tamang                  | Bikash Shrestha                 | 25-23, 21-19        |
| Dameneinzel  | Sara Devi Tamang                 | Nangsal Tamang                  | 21-18, 21-16        |
| Damendoppel  | Pooja Shrestha Sabina Panthi     | Sara Devi Tamang Nangsal Tamang | 21-18, 17-21, 21-15 |
| Mixed        | Ratnajit Tamang Sara Devi Tamang | Indra Mahata Pooja Shrestha     | 21-11, 21-13        |